# هیدیوکی نوزاوا
هیدیوکی نوزاوا (انگلیسی: Hideyuki Nozawa؛ زادهٔ ۱۵ اوت ۱۹۹۴) بازیکن فوتبال اهل ژاپن است.
از باشگاه‌هایی که در آن بازی کرده‌است می‌توان به باشگاه فوتبال توکیو اشاره کرد.
وی همچنین در تیم ملی فوتبال زیر ۱۷ سال ژاپن بازی کرده‌است.